# Léonce Verny
Pour les articles homonymes, voir Verny (homonymie).
François Léonce Verny, né le 2 décembre 1837 à Aubenas (Ardèche) où il est mort le 1er mai 1908, est un ingénieur et industriel français qui dirigea la construction de l'arsenal naval de Yokosuka, permettant ainsi au Japon de commencer sa modernisation.

## Biographie
Léonce Verny est le fils d'Amédée Verny (1810-1874), négociant et fabricant de papier à Aubenas, et de Thérèse Blachier, et l'arrière-petit-neveu de Thomas Verny (1726-1808)
Élève à Polytechnique (promotion 1856), il devient ingénieur de génie maritime à Brest.

### Léonce Verny en Chine et au Japon
Il est envoyé à Ningbo et Shanghai en Chine, de 1862 à 1864, pour superviser la construction de quatre canonnières de la marine chinoise et d'un nouveau chantier naval. Période durant laquelle il sera également vice-consul de France à Ningbo.
En 1864, il réalise, à la demande du shogun, qui cherche l'appui de la France, le grand arsenal naval de Yokosuka, premiers chantiers navals modernes du Japon. Il dirige cet arsenal de 1866 à 1875. Il crée, également, une école d'ingénieurs et une école d'architecture navale puis conduit un large programme de construction de phares, notamment ceux de Kannonzaki et de Jogashima. Le souvenir de Verny dure encore : sa statue existe toujours sur le port de Yokosuka et la ville célèbre chaque année sa mémoire en novembre. Il avait fait venir au Japon, comme secrétaire, son cousin germain, Émile de Montgolfier, qui deviendra le comptable en chef de l'Arsenal de Yokosuka et qui sera chargé de photographier notamment l'évolution des travaux.
En 1867, il avait épousé Marie Brenier de Montmorand, la fille du vicomte Edmond Brenier de Montmorand, consul plénipotentiaire à Shanghaï, et petite-fille du général Antoine François Brenier de Montmorand. Ils eurent un fils et quatre filles (Mme Auguste Tézenas du Montcel, Mme Antoine Balaÿ et Mme Henri Venard), dont l'une entrera dans les ordres.

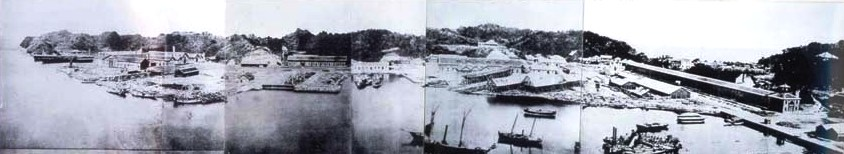
Construction de l'arsenal Yokosuka

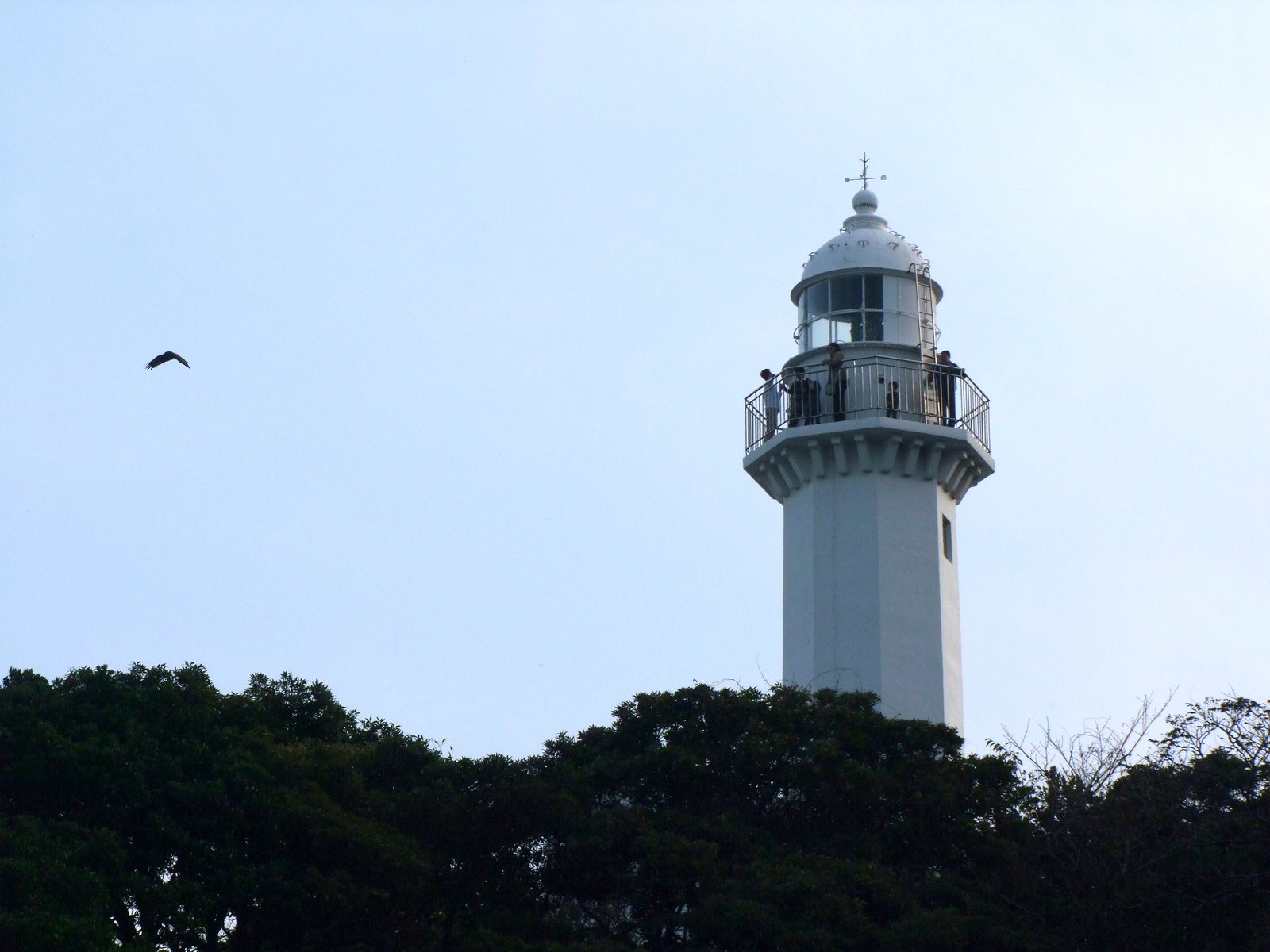
Phare Kannonzaki (février 1869)
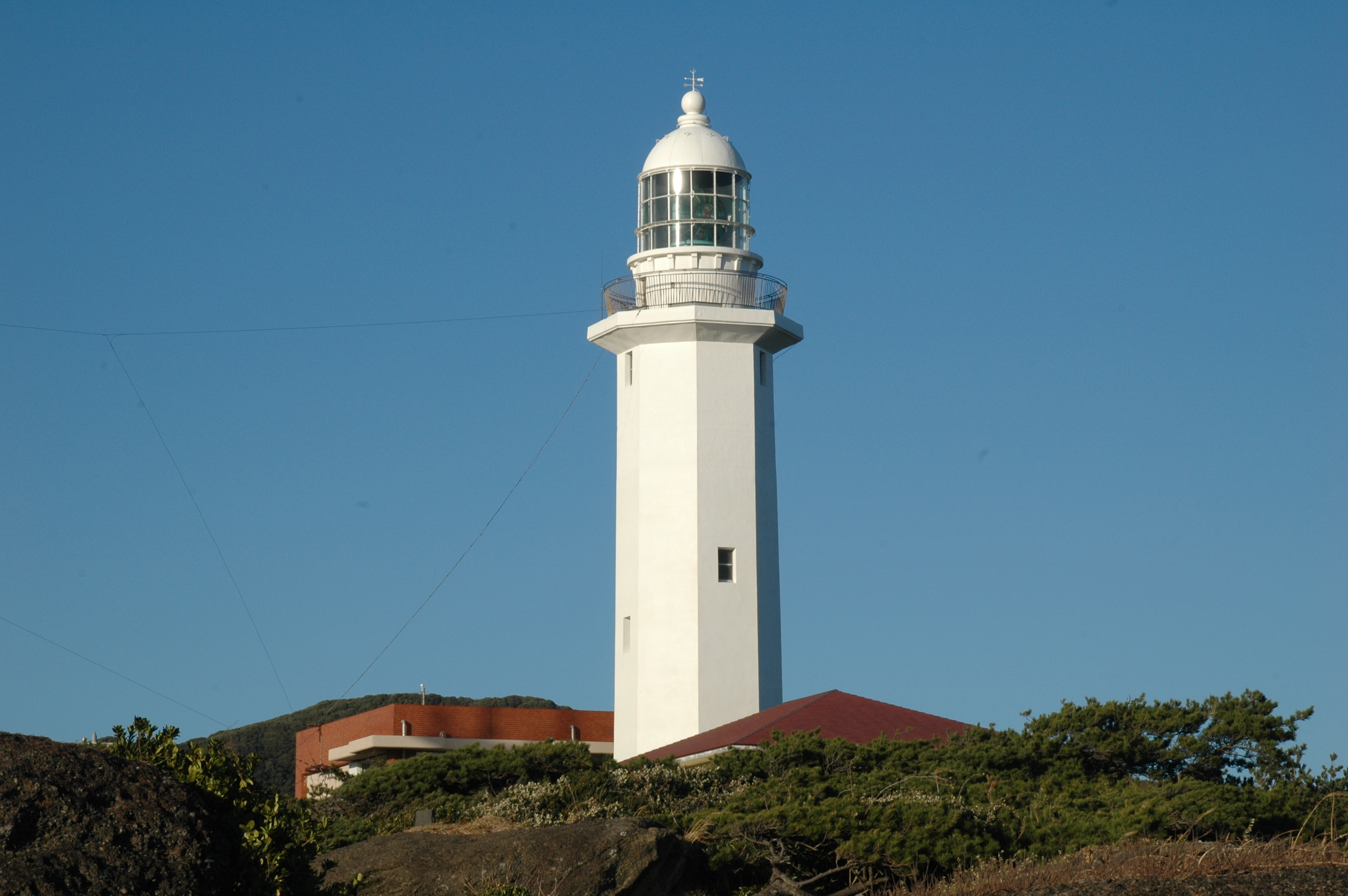
Phare Nojimazaki (décembre 1869)
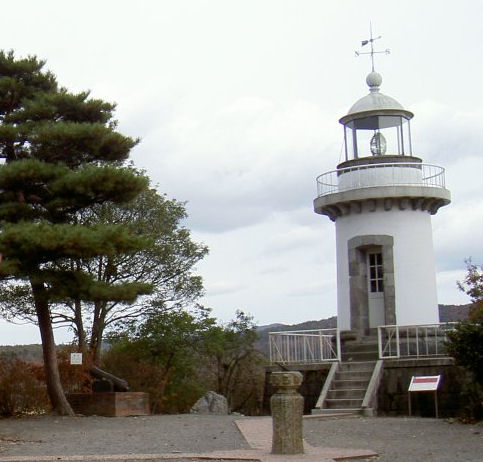
Phare de Shinagawa (mars 1870)
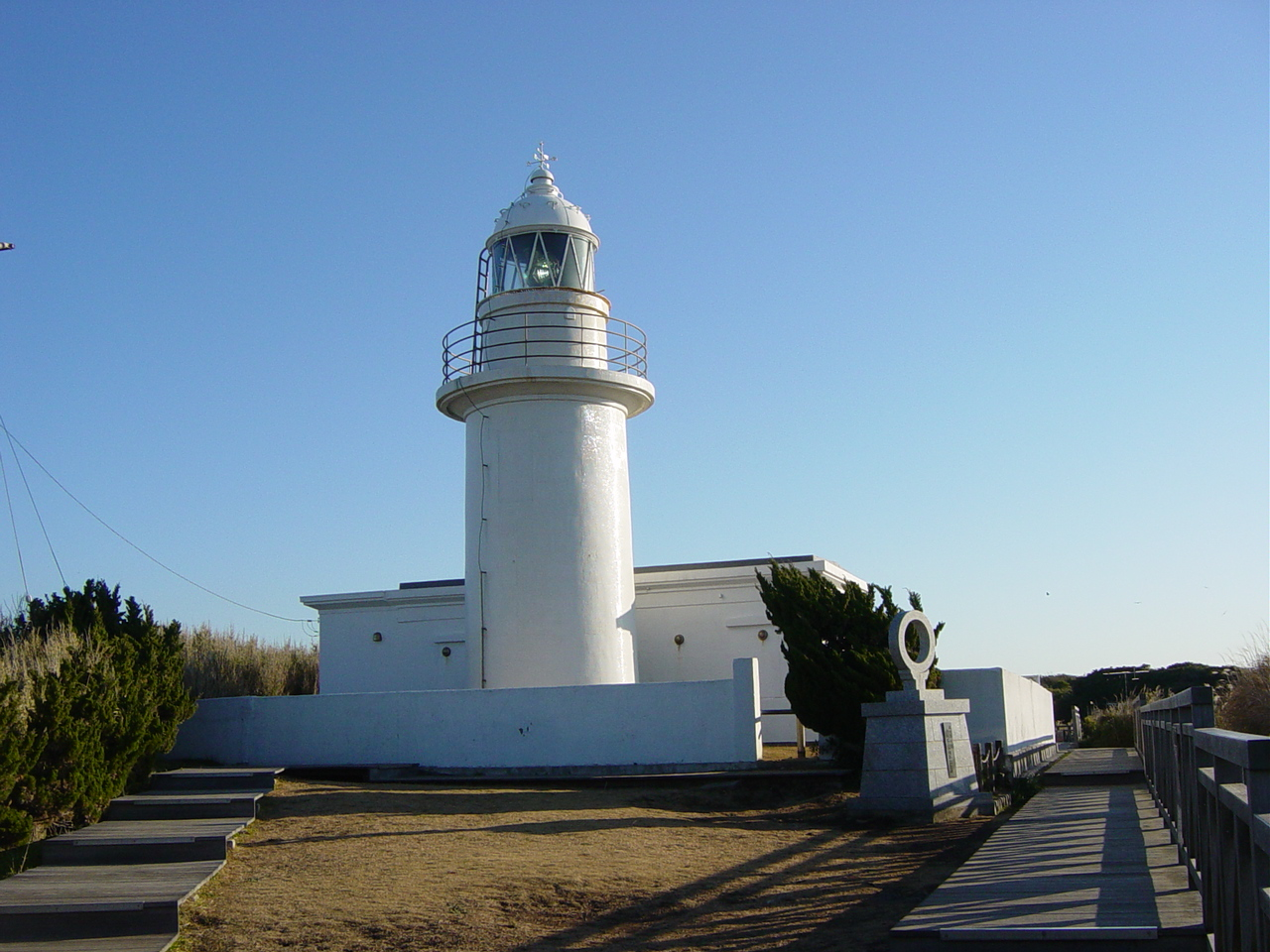
Phare Jogashima (en) (septembre 1870)

### Retour en France
Peu après son retour du Japon, il prend la direction des mines de Roche-la-Molière et Firminy en janvier 1877 et y reste jusqu'en septembre 1895 avant d'en devenir administrateur. Il en fait la première compagnie du bassin houiller de la Loire et développe une politique paternaliste. Il siège à la Chambre de commerce de Saint-Étienne (1881-1900) dont il est longtemps le secrétaire (1883-1896) et reçoit la Légion d'honneur.

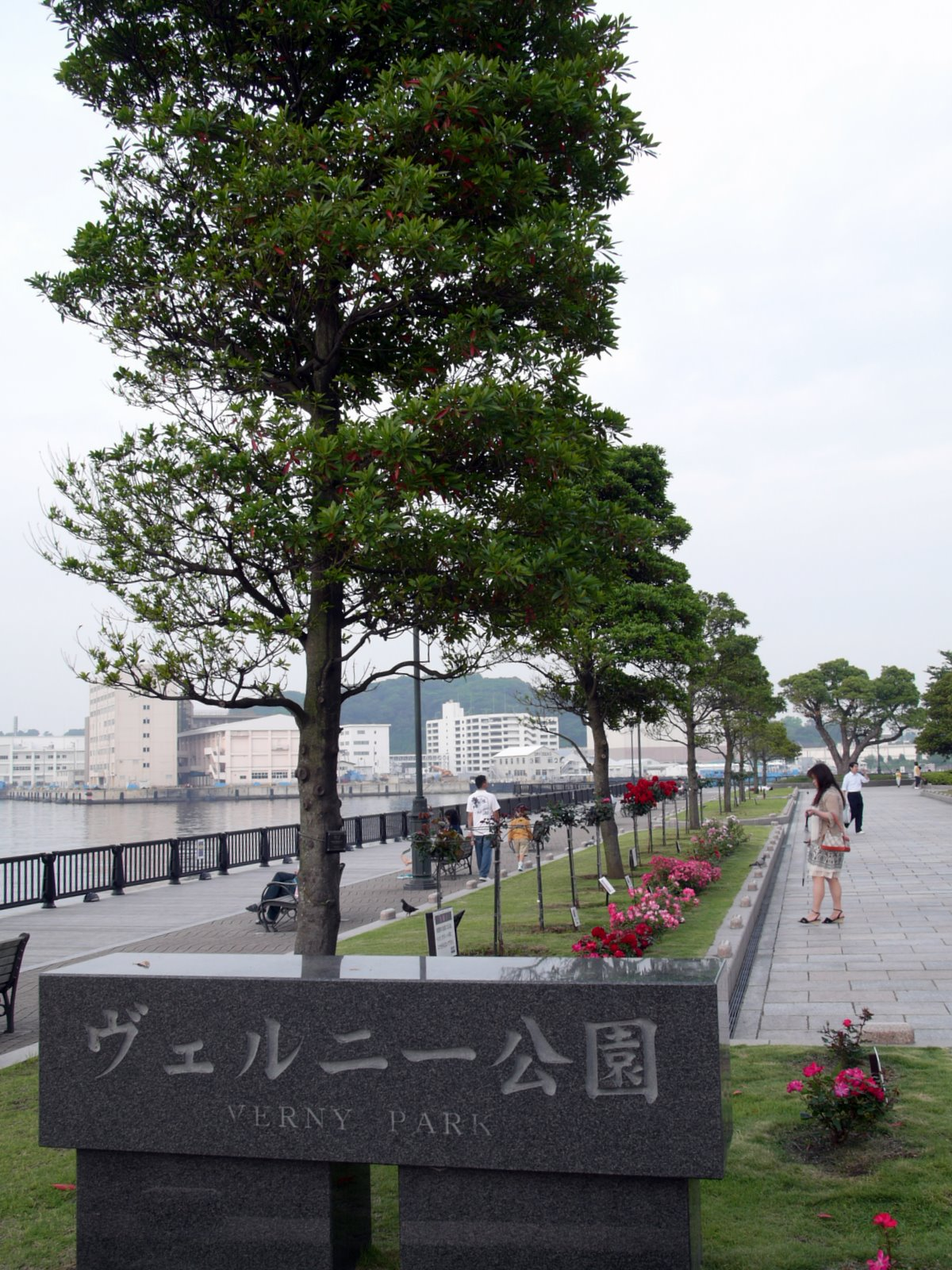
le parc Verny

## Décorations
- Chevalier de la Légion d'honneur (France)

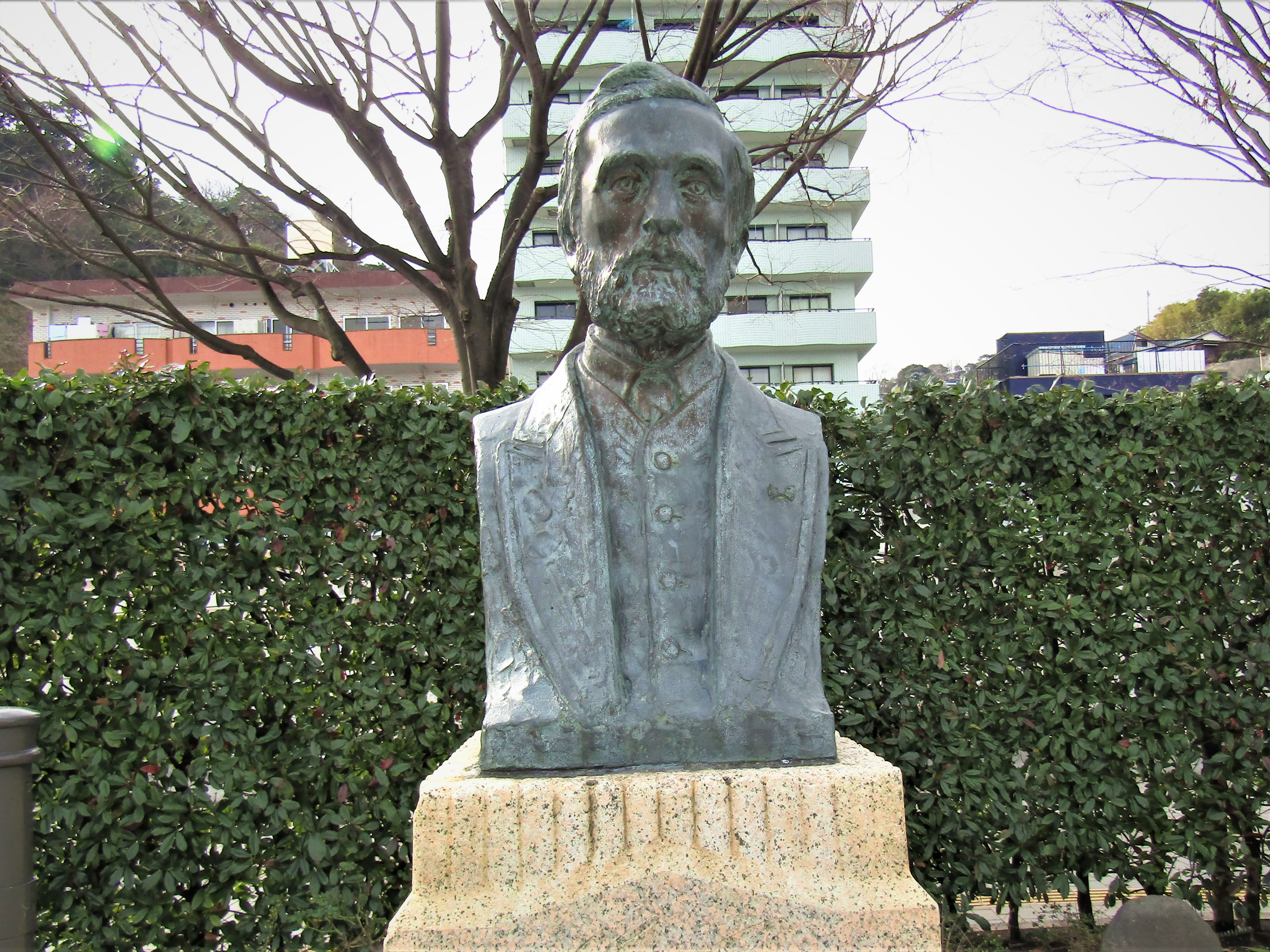
Buste de Léonce Verny.

- Grand Officier de l’Ordre du Soleil Levant (Japon)
- Chevalier de l’Ordre de François-Joseph (Autriche)